# Joe Morrow
Joseph Mathew Alexander "Joe" Morrow, född 9 december 1992, är en kanadensisk professionell ishockeyback som spelar för Winnipeg Jets i NHL.
Han har tidigare spelat för Montreal Canadiens och Boston Bruins, och på lägre nivåer för Providence Bruins, Texas Stars och Wilkes-Barre/Scranton Penguins i AHL och Portland Winterhawks i WHL.
Morrow draftades i första rundan i 2011 års draft av Pittsburgh Penguins som 23:e spelare totalt.
Han tradades 26 februari 2018 av Canadiens till Winnipeg Jets i utbyte mot ett draftval i fjärde rundan 2018.

## Statistik
| 2005–2006  | Strathcona Warriors Bantam AAA | AMBHL      | 22  | 0  | 5   | 5   | 24  | —  | —  | —  | —  | —  |
| 2006–2007  | Strathcona Warriors Bantam AAA | AMBHL      | 32  | 16 | 16  | 32  | 75  | 4  | 2  | 3  | 5  | 8  |
| 2007–2008  | Sherwood Park Kings Midget AAA | AMHL       | 24  | 7  | 11  | 18  | 57  | —  | —  | —  | —  | —  |
|            | Portland Winterhawks           | WHL        | 1   | 0  | 0   | 0   | 0   | —  | —  | —  | —  | —  |
| 2008–2009  | Portland Winterhawks           | WHL        | 41  | 0  | 7   | 7   | 26  | —  | —  | —  | —  | —  |
| 2009–2010  | Portland Winterhawks           | WHL        | 63  | 7  | 24  | 31  | 59  | 13 | 0  | 2  | 2  | 6  |
| 2010–2011  | Portland Winterhawks           | WHL        | 60  | 9  | 40  | 49  | 67  | 21 | 6  | 14 | 20 | 27 |
| 2011–2012  | Portland Winterhawks           | WHL        | 62  | 17 | 47  | 64  | 99  | 22 | 4  | 13 | 17 | 35 |
| 2012–2013  | Wilkes-Barre/Scranton Penguins | AHL        | 57  | 4  | 11  | 15  | 35  | —  | —  | —  | —  | —  |
|            | Texas Stars                    | AHL        | 9   | 1  | 3   | 4   | 4   | 8  | 2  | 1  | 3  | 8  |
| 2013–2014  | Providence Bruins              | AHL        | 56  | 6  | 23  | 29  | 28  | 10 | 2  | 5  | 7  | 8  |
| 2014–2015  | Boston Bruins                  | NHL        | 15  | 1  | 0   | 1   | 4   | —  | —  | —  | —  | —  |
|            | Providence Bruins              | AHL        | 33  | 3  | 9   | 12  | 14  | 5  | 0  | 0  | 0  | 6  |
| 2015–2016  | Boston Bruins                  | NHL        | 33  | 1  | 6   | 7   | 4   | —  | —  | —  | —  | —  |
| NHL totalt | NHL totalt                     | NHL totalt | 48  | 2  | 6   | 8   | 8   | —  | —  | —  | —  | —  |
| AHL totalt | AHL totalt                     | AHL totalt | 155 | 14 | 46  | 60  | 81  | 23 | 4  | 6  | 10 | 16 |
| WHL totalt | WHL totalt                     | WHL totalt | 227 | 33 | 118 | 151 | 251 | 56 | 10 | 29 | 39 | 68 |